# Transformer
Transformer is het tweede album van Lou Reed, geproduceerd door David Bowie en Mick Ronson. Het album kwam uit in 1972. Het album werd vooral bekend door de hits Walk on the Wild Side, Perfect Day en in mindere mate Satellite of Love en Vicious. 

## Tracklist
Alle nummers zijn geschreven door Lou Reed.

### Kant 1
1. "Vicious" – 2:58
2. "Andy's Chest" – 3:20
3. "Perfect Day" – 3:46
4. "Hangin' 'Round" – 3:35
5. "Walk on the Wild Side" – 4:15

### Kant 2
1. "Make Up" – 3:00
2. "Satellite of Love" – 3:42
3. "Wagon Wheel" – 3:19
4. "New York Telephone Conversation" – 1:33
5. "I'm So Free" – 3:09
6. "Goodnight Ladies" – 4:21

### 2002 her-heruitgavebonustracks
1. "Hangin' Round" (acoustic demo) – 3:57
2. "Perfect Day" (acoustic demo) – 4:50